# Gregorio Arizmendi Navascués
Gregorio Arizmendi Navascués (Dicastillo, 8 de marzo de 1773-Pamplona, 24 de marzo de 1848) fue un monje y sacerdote cisterciense miembro de la comunidad del Monasterio de la Oliva, donde llegó a ser prior y el penúltimo abad antes de la exclaustración debida a la desamortización de Mendizábal (1834). Elaboró una relación histórica de abades del mencionado monasterio hasta finales del siglo XVIII.

## Biografía
Nacido en Dicastillo aunque toda su familia era procedente de Olite. Sus padres fueron Gabriel de Arizmendi Abete, boticario, y su segunda esposa, Isabel Navascués Ayúcar, naturales de Olite, residían en Dicastillo donde nació el último de su numerosa descendencia, Manuel Ramón Gregorio, que fue el consignado en la partida de bautismo.
Ingresó como postulante en el monasterio de La Oliva en enero de 1789 y tras una primera formación profesa el 24 de enero de 1790. Tras la formación inicial recibida en el propio convento, continuó su formación en el mismo en Filosofía, Teología, etc. indispensables en la formación académica requerida para acceder a la ordenación sacerdotal. 
Por esos años fueron varios los clérigos franceses acogidos entre sus muros huyendo de la Revolución francesa. Uno de los más insignes religiosos fue el obispo de Bayona, Esteban José Pavée que falleció en el monasterio en noviembre de 1793, «bajo las gradas del presbiterio». Aunque la humedad y la erosión ha borrado la inscripción original, esta decía así:

«Prope hunc locum iacet domnus Stephanus Joseph Pavee de Vielle-vielle, episcopus baionensis, in Gallia, qui exul Patriae in hoc monasterio se recepit, et VI novembris MDCCXCIII obiit in Christo.»
«Cerca de este lugar se encuentra el Sr. Esteban José Pavée de Villevieille, obispo de Bayona, en Francia, quien se recibió como exiliado de su país en este monasterio, y murió en Cristo el 6 de noviembre de 1893.»

Sin embargo, los coletazos de la Guerra contra la Convención en Navarra (1793-1795) obligaron a convertir el monasterio en un hospital para atender a heridos y enfermos, y a habilitar un cementerio para enterrar a los fallecidos. Gregorio es uno de los monjes, junto con el Padre Maestro, Agustín Martínez, que permanece en el monasterio. También fueron estas fechas las que conocieron su primer contacto con los archivos monásticos dando inicio a «su afán investigador, que tantos frutos habrían de dar.» Para 1798 ya realizó un inventario del archivo y poco después elabora «Algunas noticias del archivo» donde escribe «sobre el origen y la fecha de fundación del monasterio.»
Durante la etapa que duró la Guerra de la Independencia española (1808-1814) «el monasterio de La Oliva tuvo, a su pesar, un protagonismo sobresaliente» derivado de la circunstancia de que su entonces «abad del monasterio, Dom Pascual Belio, era el presidente de la Diputación del Reino de Navarra» por lo que, huyendo del acoso de las tropas napoleónicas, «tuvo que huir con otros miembros de la Diputación y sus familias y refugiarse en la granja que la abadía tenía en Cambrón (Sádaba, Zaragoza). Allí permanecieron más de 50 personas durante largo tiempo, sustentadas y protegidas por el monasterio.»
En 1816, siendo abad Mateo Zuazo, es nombrado prior caustral.
En 1820, al comienzo del Trienio Liberal, se embargaron los bienes del monasterio y y al año siguiente los monjes fueron exclaustrados. Regresaron en 1823, con la restaración del absolutismo, y «al monasterio le fueron devueltos los bienes incautados, tardó más en cobrar las pechas y diezmos del trienio pasado y fue recuperando la documentación que había ido a parar a la oficina del Crédito Público en Pamplona, encargándose el padre Gregorio Arizmendi en 1824 de recoger el archivo que desde 1821 estaba en dicha oficina, que afortunadamente se había salvado de la destrucción de las bombas de asedio.» No obstante, para sufragar los gastos de las reconstrucciones se tuvieron que vender propiedades obligando con ello a «una nueva inventariación del archivo» olivense.
Fue elegido abad en 1826 y visitador provincial un año después.
Tras la exclaustración estuvo de beneficiado en la parroquia de Santacara (1837).

## Obras
Escribió, hacia 1834, un Prontuario Histórico o Antigüedades del Real Monasterio de Nuestra Señora de la Oliva (1134-1834) donde recoge una relación de todos los abades que tuvo el monasterio hasta la fecha de su redacción.